# Sécheresses en Californie

Pourcentage de la superficie des catégories de surveillance de la sécheresse aux États-Unis

Tout au long de l'histoire, la Californie a connu de nombreuses sécheresses, telles 1841, 1864, 1924, 1928–1935, 1947–1950, 1959–1960, 1976–1977, 1986–1992, 2006–2010 et 2011–2019,. État le plus peuplé des États-Unis et producteur agricole majeur, la sécheresse en Californie peut avoir un impact économique et environnemental grave. La sécheresse peut être due uniquement ou associée à des conditions météorologiques; des actions économiques ou politiques; la population et l'agriculture.

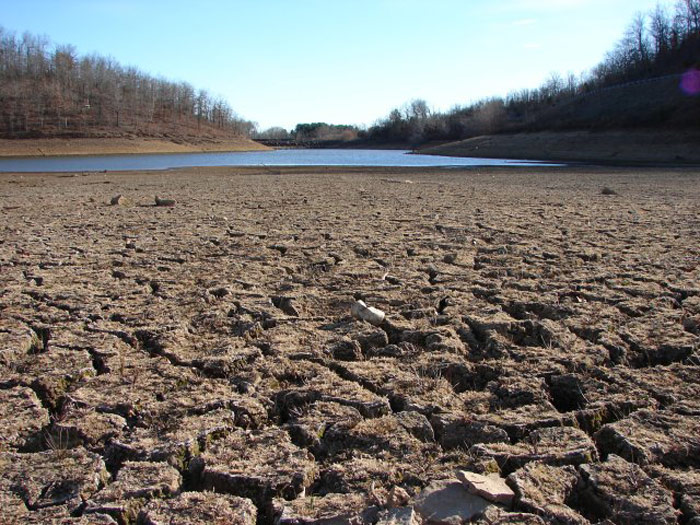
Un lit de rivière asséché en Californie, 2009

## Causes
L'eau en Californie est gérée de très près, avec un vaste réseau de canalisations pour desservir en eau les zones les plus peuplées et les plus sèches de l'État. Les précipitations sont limitées, la grande majorité des pluies et des chutes de neige se produisant pendant les mois d'hiver, dans la partie nord de l'État. Cet équilibre délicat signifie qu'une saison des pluies sèche peut avoir des conséquences durables.

### Manque de nouvelle infrastructure
Très peu de projets hydrauliques à grande échelle ont été construits depuis 1979, malgré le doublement de la population depuis cette année,.

### Systèmes de distribution inefficaces
Étant donné qu'une grande partie du réseau d'eau de la Californie repose sur un système de pompes pour déplacer l'eau du nord au sud, de grands volumes d'eau sont souvent perdus dans l'océan Pacifique pendant les tempêtes hivernales lorsque le débit du fleuve dépasse la capacité des pompes. Ceci est encore compliqué par les règles environnementales qui limitent le pompage pendant certains mois de l'année, pour protéger les poissons migrateurs. Dans l'année de l'eau 2015, 11,6 km3  d'eau ont traversé le delta du fleuve Sacramento – San Joaquin, mais seulement 2,3 km3 ont été récupérés dans les réseaux de distribution d'eau.

### Capacité du réservoir réservée au contrôle des crues

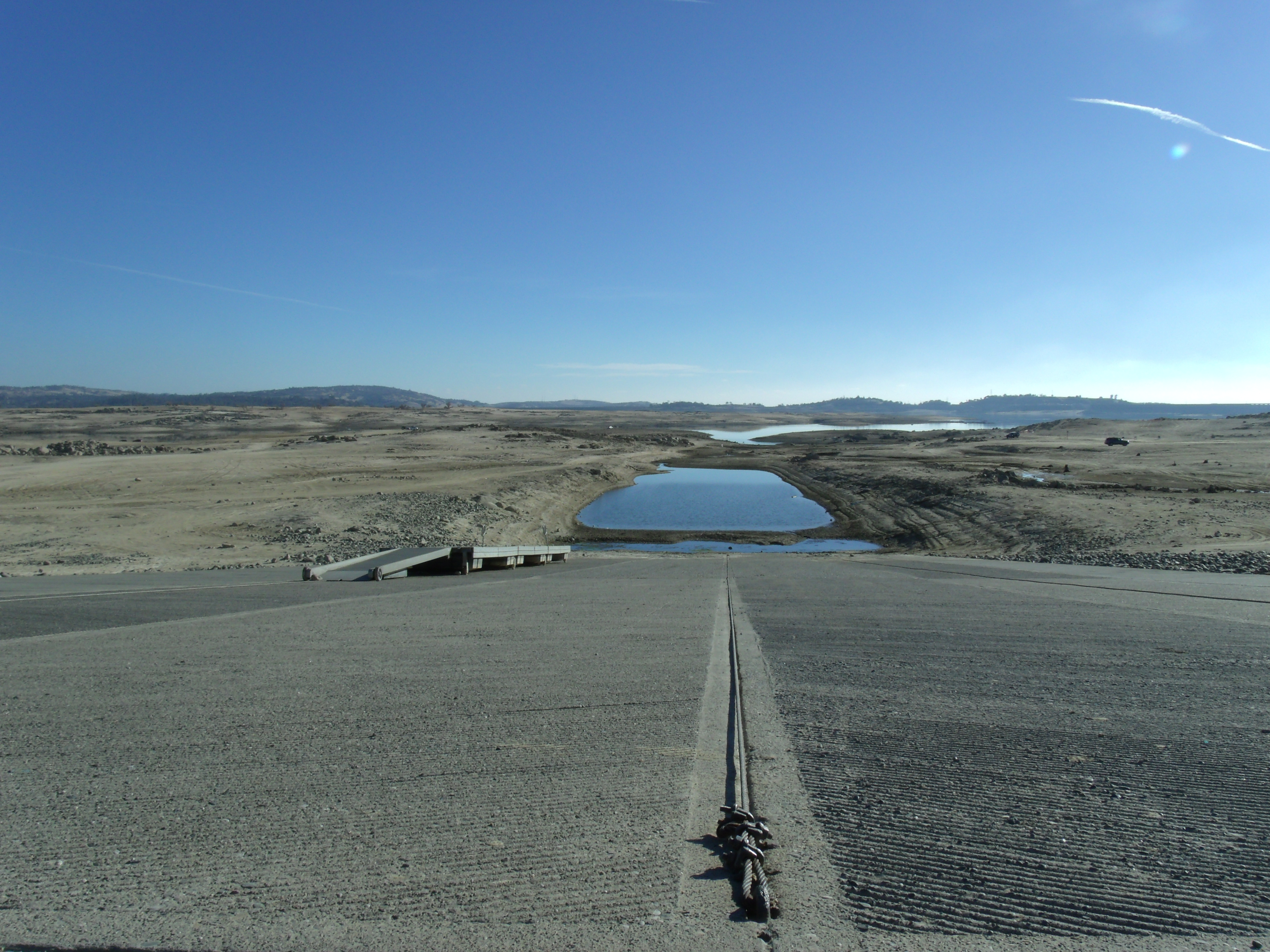
Dry boat ramp au lac Folsom, janvier 2014

La plupart des grands réservoirs de Californie remplissent d'importantes fonctions de contrôle des crues. En raison de la capacité limitée des canaux fluviaux et des déversoirs de barrage, les réservoirs ne peuvent pas être vidangés rapidement avant les tempêtes majeures. Cela limite la quantité de capacité d'un réservoir qui peut être utilisée pour le stockage à long terme. Les réservoirs en Californie sont conçus pour contrôler les inondations dues à la pluie, les inondations dues à la fonte des neiges ou les deux.
Dans les régions côtières et méridionales de l'État, et une grande partie du système de la rivière Sacramento, la principale menace provient des inondations dues à la pluie pendant la saison des pluies de novembre-avril. Les tempêtes océaniques « rivière atmosphérique » ou Pineapple Express, peuvent générer des précipitations massives sur une courte période (souvent jusqu'à 50 pour cent des précipitations annuelles totales en quelques tempêtes). Cela nécessite de maintenir une certaine marge de sécurité dans les réservoirs, qui ne sont souvent autorisés à atteindre leur capacité que fin avril ou mai. Shasta Lake, le plus grand réservoir de Californie, est limité à environ 71 pour cent de la capacité en hiver afin de contrôler les inondations dues à la pluie. Les digues le long des rivières du nord de la Californie, telles que les rivières Sacramento et American, sont assez généreusement dimensionnées pour laisser passer de grands volumes d'eau de crue.
Dans le bassin de la rivière San Joaquin (vallée de San Joaquin) et dans d'autres régions de l'État où le manteau neigeux est la principale source d'écoulement de la rivière, les canaux de la rivière sont dimensionnés principalement pour contrôler les inondations de fonte des neiges, qui ne produisent pas les énormes pics typiques des inondations de pluie, mais sont plus longs et ont un volume total beaucoup plus élevé. En conséquence, les réservoirs de cette région ont des restrictions très strictes sur la quantité d'eau qui peut être rejetée. Un exemple de réservoir exploité pour les inondations de neige est Pine Flat Lake près de Fresno, qui est limité à environ 53 pour cent de capacité jusqu'au printemps afin de capturer la fonte des neiges estivales . Cependant, Pine Flat et d'autres réservoirs de San Joaquin sont souvent inefficaces pour contrôler les inondations dues à la pluie, car ils ne peuvent pas libérer l'eau assez rapidement entre les tempêtes hivernales  .

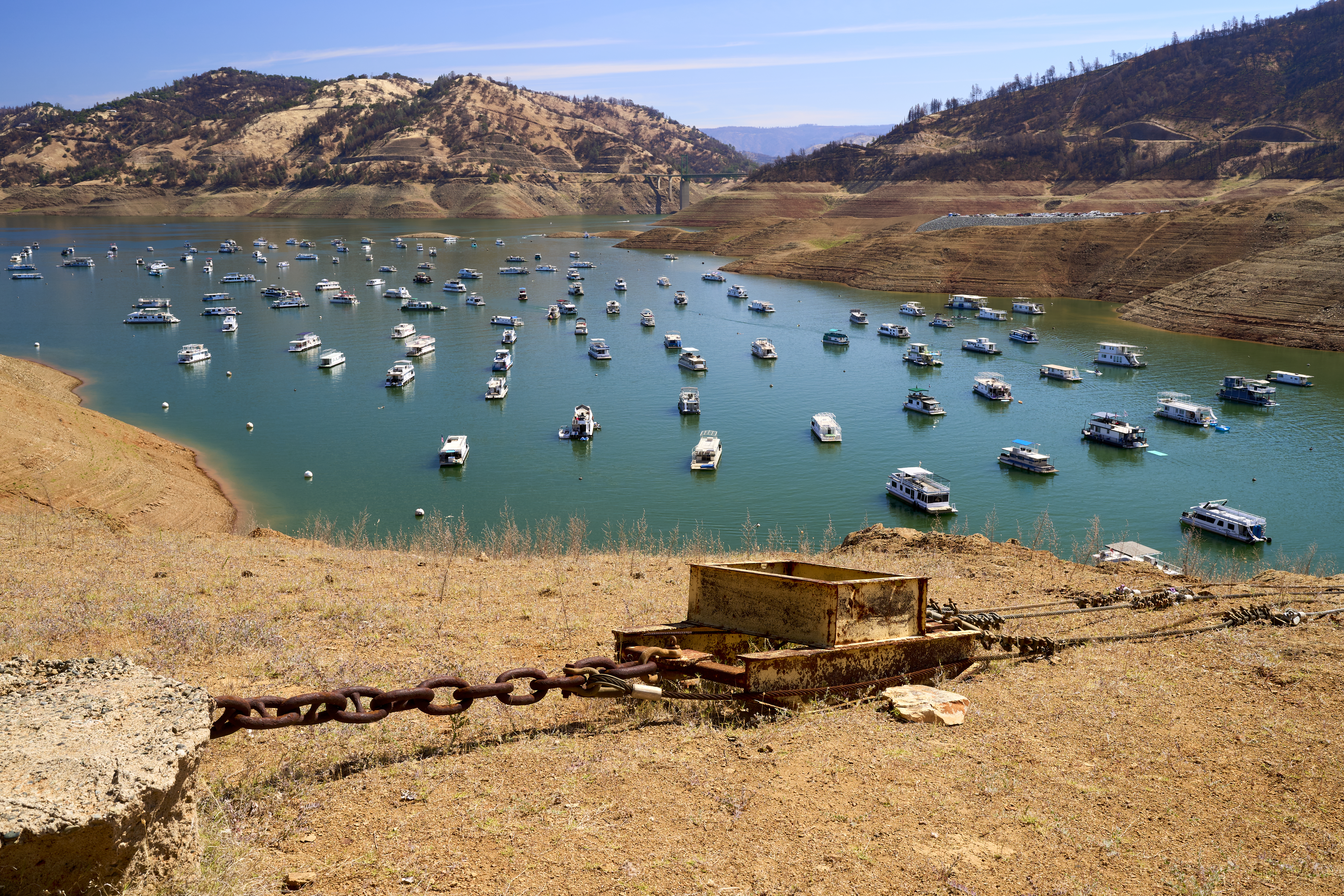
En mai 2021, le niveau d'eau du lac Oroville est tombé à 38 % de sa capacité.

Certaines parties de l'État, en particulier dans le centre de la Sierra Nevada, sont sujettes aux inondations de pluie et de neige. Les réservoirs comme le lac Oroville et le lac Folsom doivent répondre à une plus large gamme de conditions de ruissellement. Le lac Oroville est généralement limité à 79–89 pour cent de la capacité en hiver et Folsom Lake à 33–60 pour cent. Ces valeurs sont souvent ajustées à la hausse et à la baisse en fonction de la quantité de pluie et de neige prévue. À Folsom Lake, en raison de la petite taille du réservoir, il est difficile d'équilibrer le besoin d'espace de contrôle des crues hivernales avec le besoin de stocker l'eau pour l'été. Cela entraîne souvent un échec de remplissage du lac en raison d'une fonte des neiges printanière plus faible que prévu. Les gestionnaires de l'eau et les experts en hydrologie ont critiqué les critères d'exploitation obsolètes et trop conservateurs du barrage de Folsom, citant une technologie améliorée de prévision météorologique et de mesure du manteau neigeux.
Les progrès des méthodes de prévision ont permis un fonctionnement plus efficace ou «intelligent» de certains réservoirs californiens, comme le lac Mendocino. Si un temps sec est prévu, l'eau peut être stockée au-dessus de la limite légale de contrôle des crues, plutôt que d'être gaspillée en aval. Ce programme est connu sous le nom de «Forecast Informed Reservoir Operations». De plus, des améliorations d'immobilisations telles que le projet de déversoir de 900 millions de dollars au barrage Folsom  permettront une plus grande flexibilité dans les rejets d'eau, ce qui rendra plus sûr le maintien d'un niveau de réservoir élevé pendant la saison des pluies.

### Cycles météorologiques
La Californie a l'un des climats les plus variables de tous les États américains et connaît souvent des années très humides suivies par des années extrêmement sèches. Les réservoirs de l'État ont une capacité insuffisante pour équilibrer l'approvisionnement en eau entre les années humides et sèches.
El Niño et La Niña ont souvent été associés respectivement à des cycles humides et secs en Californie (l'événement El Niño de 1982 à 1983, l'un des plus forts de l'histoire, a provoqué des précipitations records dans l'État), mais les données climatiques récentes montrent des preuves mitigées pour une telle relation due en partie à l'impact croissant du réchauffement climatique d'origine humaine. La saison 2010–2011 très humide s'est produite pendant une forte phase de La Niña, tandis que l'événement El Niño de 2014–16, qui a dépassé 1982–83 en intensité, n'a pas apporté une augmentation appréciable des précipitations dans l'État.
La sécheresse nord-américaine de 2012-2015 a été causée par les conditions de l'oscillation arctique et de l'oscillation nord-atlantique qui ont éliminé les tempêtes des États-Unis à l'hiver 2011-2012.

### Changement climatique
Selon le rapport du NOAA Drought Task Force de 2014, la sécheresse ne fait pas partie d'un changement à long terme des précipitations et est un symptôme de la variabilité naturelle, bien que la température record qui a accompagné la récente sécheresse ait pu être amplifiée en raison de réchauffement climatique d'origine humaine. Cela a été confirmé par une étude scientifique de 2015 qui estimait que le réchauffement climatique représentait 8 à 27% de l'anomalie de sécheresse observée en 2012-2014. Bien que la variabilité naturelle domine, le réchauffement anthropique a considérablement augmenté la probabilité globale de sécheresses extrêmes en Californie.
Des fluctuations de plus en plus dramatiques du climat californien ont été observées au XIXe siècle. En 2015, la Californie a connu son plus faible manteau neigeux depuis au moins 500 ans; la période 2012-2015 a été la plus sèche depuis au moins 1 200 ans,,,,,. Cependant, l'hiver 2016-17 a été le plus humide jamais enregistré en Californie du Nord, dépassant le record précédent établi en 1982-1983. En février 2017, les lacs Shasta, Oroville et Folsom déversaient simultanément de l'eau dans l'océan pour lutter contre les crues. Le lac Oroville a déversé sur le déversoir d'urgence pour la première fois en 48 ans, après que le déversoir principal ait été endommagé, ce qui a entraîné l'évacuation temporaire de 200 000 personnes . L'afflux combiné vers les lacs Shasta, Oroville et Folsom le 9 février était de 0,942 929 km3. Deux jours plus tard, le rejet combiné de contrôle des crues était de 0,456 71 km3 . Cette eau aurait valu 370 millions de dollars aux tarifs municipaux du comté de Los Angeles.

### Complexité des droits sur l'eau
Sans changements dans l'utilisation de l'eau, il faudrait environ six années sèches pour épuiser les réservoirs de l'État.

### Grands consommateurs d'eau
Environ 6,3 km3 sont utilisés chaque année en Californie pour l'alimentation du bétail .
De plus, de 2008 à 2015, plus de 3,0 km3 (0,37 km3 par an) ont été relâchés dans la baie de San Francisco pour sauver 36 éperlans du delta. Une alternative, les barrières de salinité, est en cours d'installation.

### L'offre et la demande
L'eau en Californie peut être chère. Cela conduit à prendre conscience des défis de la gestion de l'eau.
Dans les États et les pays riches en pluies, qui ne sont pas sujets à la sécheresse, l'eau, comme ailleurs, est gérée par le consentement du gouvernement, qui assume la propriété et la gestion de toutes les rivières, lacs et plans d'eau à écoulement libre dans ses paramètres. L'eau utilisée à des fins commerciales, telles que les 72 marques d'eau embouteillée de Nestlé, ne le sont que dans la mesure permise et accordée par les autorités gouvernementales. Dernièrement, les habitants se sont battus contre le «vol» de ressources précieuses en s'opposant et en ne permettant pas la mise en place d'énormes installations de prélèvement d'eau. Dans certains cas, les nappes phréatiques souterraines ont chuté de 100 à 400 à 600 pieds de profondeur, isolant essentiellement la plupart des propriétaires de puits privés de leurs propres sources d'eau.
Le comté d'Orange travaille à l'indépendance de l'eau en construisant le plus grand projet de recyclage indirect de l'eau potable au monde - le système de reconstitution des eaux souterraines (Groundwater Replenishment System). Poseidon Water développe également une usine de dessalement d'eau de mer à Huntington Beach  pour le comté d'Orange et a déjà construit et exploite une usine de dessalement d'eau de mer à Carlsbad  pour le comté de San Diego. Combinées, les deux usines fourniront 100 millions de gallons d'eau potable par jour, soit suffisamment d'eau pour environ 800 000 personnes.

## Effets

### Effets à court terme
Le ruissellement des précipitations utilisées pour soutenir de nombreux aspects de l'infrastructure californienne, tels que l'agriculture et l'utilisation municipale, sera considérablement réduit pendant la sécheresse. Alors que les eaux souterraines diminuent à un taux beaucoup plus faible que le ruissellement, le manque de ruissellement entraînera une augmentation du pompage des eaux souterraines pour répondre aux besoins de la demande en eau. Si les eaux souterraines sont pompées à un débit plus élevé que ce qu'elles peuvent être reconstituées par les précipitations, les niveaux des eaux souterraines commenceront à baisser et la qualité de l'eau diminuera également. Cela dit, la relation entre les eaux de surface et les eaux souterraines contribue au système hydrologique, et les eaux souterraines aident à maintenir le débit des eaux de surface pendant les périodes de sécheresse prolongées. Avec la diminution des deux sources, la qualité et la disponibilité de l'eau vont diminuer.

### Effets à long terme
Un pompage excessif des eaux souterraines et un épuisement des aquifères entraîneront un affaissement des terres et une perte permanente de stockage des eaux souterraines. La diminution du niveau des eaux souterraines entraîne une exposition des zones de stockage d'eau souterraine, ce qui entraînera un manque de résistance de la structure du sol et un possible affaissement si la terre au-dessus est suffisamment lourde. Cela a déjà commencé dans certaines parties de l'État lors de la dernière sécheresse. Dans les communautés côtières, un pompage excessif de l'eau peut entraîner une intrusion d'eau de mer, ce qui signifie que l'eau de mer commencera à s'écouler dans les zones de stockage d'eau souterraines qui ont été évacuées par un pompage excessif. Cela peut entraîner une diminution de la qualité de l'eau et conduire à un effort de dessalement coûteux pour nettoyer l'eau avant la distribution. Les flux d'eau à travers les refuges fauniques et les parcs nationaux peuvent diminuer ou s'arrêter tous ensemble en raison de la diminution des eaux de surface et souterraines, le California Water Science Center fait partie d'une équipe qui tente de rétablir et de maintenir le débit d'eau dans ces zones à risque. Avec la réduction du débit d'eau et l'augmentation du temps venteux ou sec, les risques d'incendie de forêt augmentent; les coups de foudre ou les erreurs humaines accidentelles peuvent entraîner d'énormes incendies de forêt en raison du climat plus sec que la normale.

## Sécheresses historiques
Depuis 1900, les années sèches suivantes ont eu des précipitations nettement inférieures à la moyenne.
- 1841
- 1863–64 [2]
- 1917–21
- 1922–26
- 1928–37
- 1943–51
- 1959–62
- 1976–77
- 1987–92
- 2006-2010

## Sécheresses

### 1841
La sécheresse est si grave qu'"a dry Sonoma was declared entirely unsuitable for agriculture".

### 1863–1864
Cette sécheresse est précédée les inondations torrentielles de 1861–1862.

### 1924
Cette sécheresse a encouragé les agriculteurs à utiliser l'irrigation plus régulièrement. En raison des fluctuations du climat californien, la nécessité d'une disponibilité constante de l'eau est cruciale pour les agriculteurs.

### 1929–1934
Se produite pendant la tristement célèbre période Dust Bowl qui ravage les plaines des États-Unis dans les années 1920 et 1930. Le projet Central Valley est lancé dans les années 1930 en réponse à la sécheresse.

### Années 1950
Contribué à la création du State Water Project.

### 1976–77
L'année la plus sèche de l'histoire de l'État à ce jour. Selon le Los Angeles Times, 

« Drought in the 1970s spurred efforts at urban conservation and the state's Drought Emergency Water Bank came out of drought in the 1980s »

.
Comme la prédiction de la sécheresse est essentiellement aléatoire et en réponse aux récentes années de sécheresse sévère, en 1977, le département américain de l'Intérieur, Office of Water Research and Technology engage Entropy Limited pour une étude exploratoire de l'applicabilité de la méthode statistique entropy minimax entropy minimax pour une analyse statistique de données multivariées au problème de la détermination de la probabilité conditionnelle de sécheresse un ou deux ans dans le futur, la zone d'intérêt particulier étant la Californie. Christensen et coll. (1980)  démontrent qu'un modèle de théorie de l'information prévoit la probabilité que les précipitations soient inférieures ou supérieures à la moyenne avec des compétences modestes mais statistiquement significatives un, deux et même trois ans dans le futur. C'est ce travail pionnier qui découvre l'influence d'El Nino-Oscillation australe sur les prévisions météorologiques américaines.

### 1986–1992
L'une de ses plus longues sécheresses de l'histoire, observée de la fin de 1986 à la fin de 1992. La sécheresse s'aggrave en 1988, car une grande partie des États-Unis a également souffert d'une grave sécheresse. En Californie, la sécheresse de six ans se termine à la fin de 1992 par un événement El Niño important dans l'océan Pacifique (et l'éruption du mont Pinatubo en juin 1991) probablement causé de fortes pluies persistantes inhabituelles.

### 2007–2009
12e période grave de sécheresse de l'histoire de l'État et la première sécheresse pour laquelle une proclamation d'urgence à l'échelle de l'Éta test publiée. La sécheresse de 2007–2009 également permet de réduire considérablement les détournements d'eau du projet d'eau public. L'été 2007 voit certains des pires incendies de forêt de l'histoire du sud de la Californie.

### 2011–2016
La plus longue sécheresse en Californie, du 27 décembre 2011 au 5 mars 2016, durant 340 semaines.

Progression de la sécheresse de décembre 2013 à juillet 2014

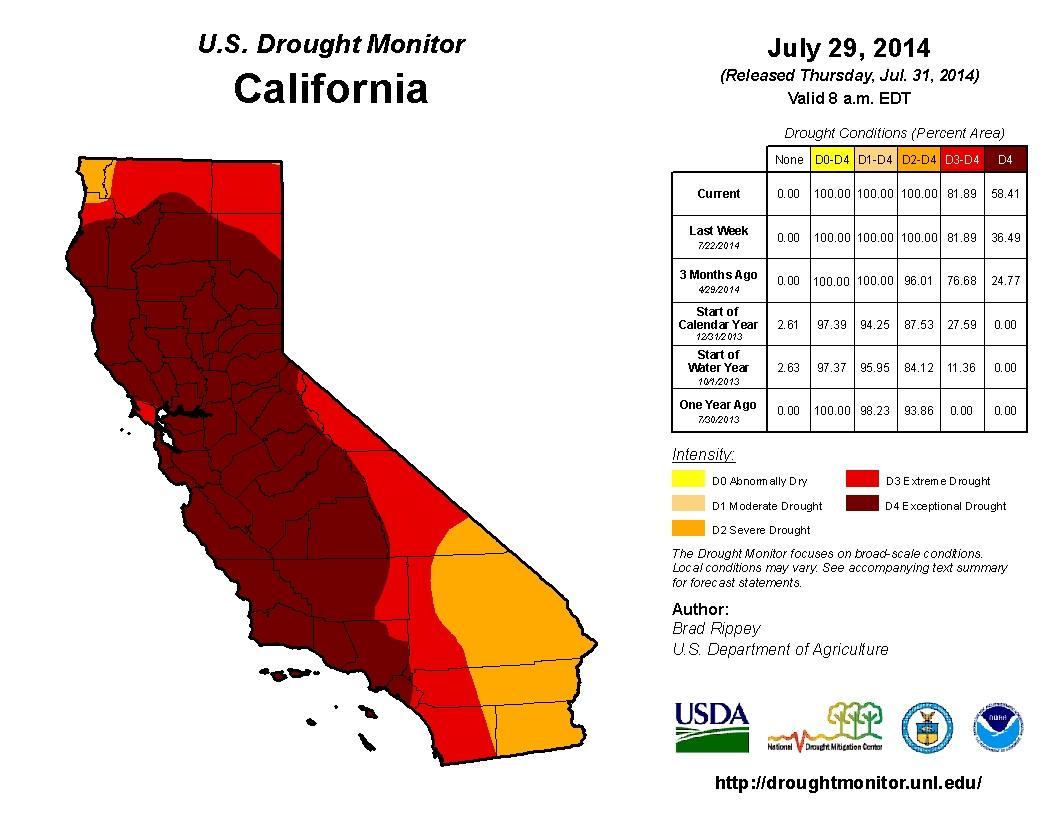
Pic de sécheresse fin juillet 2014

La période entre fin 2011 et 2014 a été la plus sèche de l'histoire de la Californie depuis le début de la tenue de registres. En mai 2015, un sondage auprès des résidents de l'État mené par Field Poll a révélé que deux répondants sur trois convenaient que les agences de l'eau devraient être mandatées pour réduire la consommation d'eau de 25%.
La prévision de 2015 d'El Niño pour apporter des pluies en Californie a fait naître l'espoir d'une fin de sécheresse. Au printemps 2015, la National Oceanic and Atmospheric Administration a évalué la probabilité de présence de conditions El Niño jusqu'à la fin de 2015 à 80%. Historiquement, seize hivers entre 1951 et 2015 avaient créé El Niño. Six d'entre eux avaient des précipitations inférieures à la moyenne, cinq des précipitations moyennes et cinq des précipitations supérieures à la moyenne. Cependant, en mai 2015, les conditions de sécheresse s'étaient aggravées et les températures océaniques supérieures à la moyenne n'avaient pas entraîné de fortes tempêtes.
La sécheresse conduit le gouverneur Jerry Brown à instituer des restrictions d'eau obligatoires de 25% en juin 2015.
Plusieurs millions d'arbres californiens meurent de la sécheresse - environ 102 millions, dont 62 millions rien qu'en 2016. À la fin de 2016, 30% de la Californie est sortie de la sécheresse, principalement dans la moitié nord de l'État, tandis que 40% de l'État reste dans des niveaux de sécheresse extrêmes ou exceptionnels. Les fortes pluies de janvier 2017 devraient avoir un avantage significatif pour les réserves d'eau du nord de l'État, malgré les pannes d'électricité généralisées et les dommages causés par l'érosion à la suite du déluge. Parmi les victimes de la pluie, il y avait un Pioneer Cabin Tree, un arbre âgé de 1 000 ans dans le parc d'État Calaveras Big Trees, qui bascule le 8 janvier 2017.
L'hiver 2016-17 s'avère être le plus humide jamais enregistré en Californie du Nord, dépassant le record précédent établi en 1982-1983. Les eaux de crue causent de graves dommages au barrage d'Oroville début février, provoquant l'évacuation temporaire de près de 200 000 personnes au nord de Sacramento. En réponse aux fortes précipitations, qui ont inondé plusieurs rivières et rempli la plupart des principaux réservoirs de l'État, le gouverneur Brown déclare la fin officielle de la sécheresse le 7 avril.

## Réponses possibles

### Adaptation
L'adaptation est le processus d'adaptation aux circonstances, ce qui signifie ne pas essayer d'arrêter la sécheresse, mais essayer de préserver l'eau compte tenu des conditions de sécheresse. C'est l'option la plus utilisée, car arrêter une sécheresse est difficile étant donné qu'il s'agit d'un processus météorologique. S'adapter au problème en utilisant l'innovation et la résolution de problèmes est souvent le moyen le moins coûteux et le plus utile, car essayer de changer les processus naturels de la terre pourrait avoir des conséquences imprévues.
- Désalinisation de l'eau;
- Recyclage des eaux usées;
- Augmentation du stockage des eaux souterraines;
- Augmentation du stockage des eaux de surface;
- Réparation et remplacement de digues fragiles [52].

## Voir également
- Théorie du complot de manipulation de la sécheresse en Californie
- Perturbation climatique mondiale
- Effets de la surface terrestre sur le climat
- Réutilisation de l'eau en Californie